# Bracey Wright
Pour les articles homonymes, voir Wright.
Bracey Wright, né le 1er juillet 1984 à The Colony, au Texas, aux États-Unis, est un joueur américain de basket-ball. Il évolue au poste d'arrière.